# Blau (Donau)
Die Blau ist ein über 22 km langer Fluss am Südrand der Schwäbischen Alb im Osten von Baden-Württemberg, der in der Stadt Ulm von links und Nordwesten in die obere Donau mündet.

## Name
Der Name Blau stammt nicht von der Farbe des Wassers, er ist vielmehr ein Flussname aus vorgermanischer Zeit (idg.-kelt. Blava), wie dies auch auf andere Zuflüsse der Donau zutrifft, etwa für Nau, Drau und Sau (Save).

## Geographie

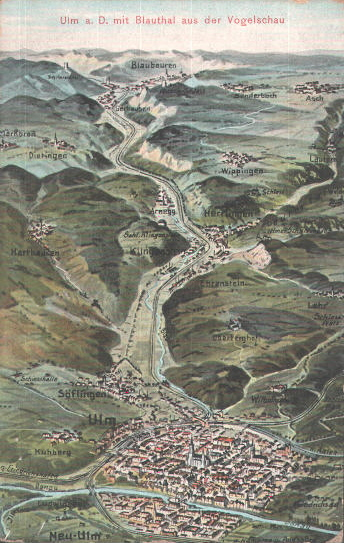
Lauf der Blau von Blaubeuren bis Ulm (Postkarte von Eugen Felle, um 1900)

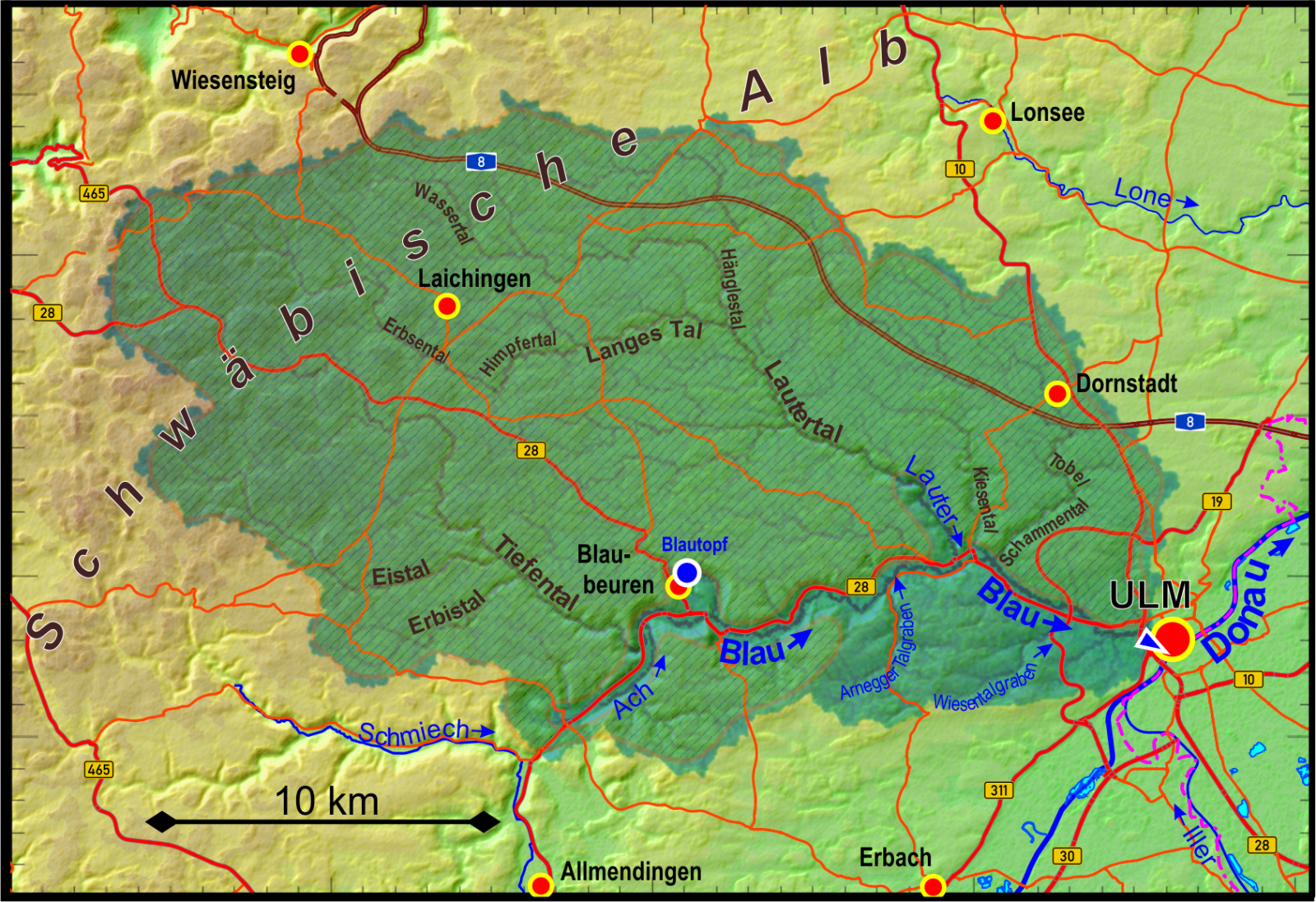
Orografisches Einzugsgebiet der Blau

### Quelle Blautopf
Die Blau entspringt aus dem Blautopf in Blaubeuren im Alb-Donau-Kreis, der Karstquelle mit der zweithöchsten Schüttung (2300 l/s) in Deutschland. Die Quelle am Kloster Blaubeuren wird aus der Blauhöhle gespeist und liegt in einer Nordschleife eines alten Mäandertals der Urdonau.

### Blautal
Schon weniger als 300 Meter nach ihrem Ursprung im Blautopf fließt der Blau von rechts aus dem oberen, südwestlichen Talabschnitt die hier schon etwa zehn Kilometer lange Ach zu, die ebenfalls einer Karstquelle entspringt. Mit dieser vereint, fließt sie zunächst durch Blaubeuren und in geteiltem Lauf durch dessen Stadtteil Gerhausen. Dann tritt sie in ostnordöstlichem Lauf ins Stadtgebiet von Blaustein ein und passiert nacheinander die beiden Stadtteile Arnegg am rechten und Herrlingen am linken Hangfuß. Dort mündet die ebenfalls einer großen Karstquelle entspringende Kleine Lauter. Der Stadtteil Klingenstein liegt in der rechten Aue und auf dem dortigen Hang. Dann kehrt die Blau auf Südostlauf und durchläuft Ehrenstein, das sich auch auf den Gegenhang zu Klingenstein erstreckt. Kurz vor der Stadtgrenze von Ulm geht nach rechts der Blaukanal ab.

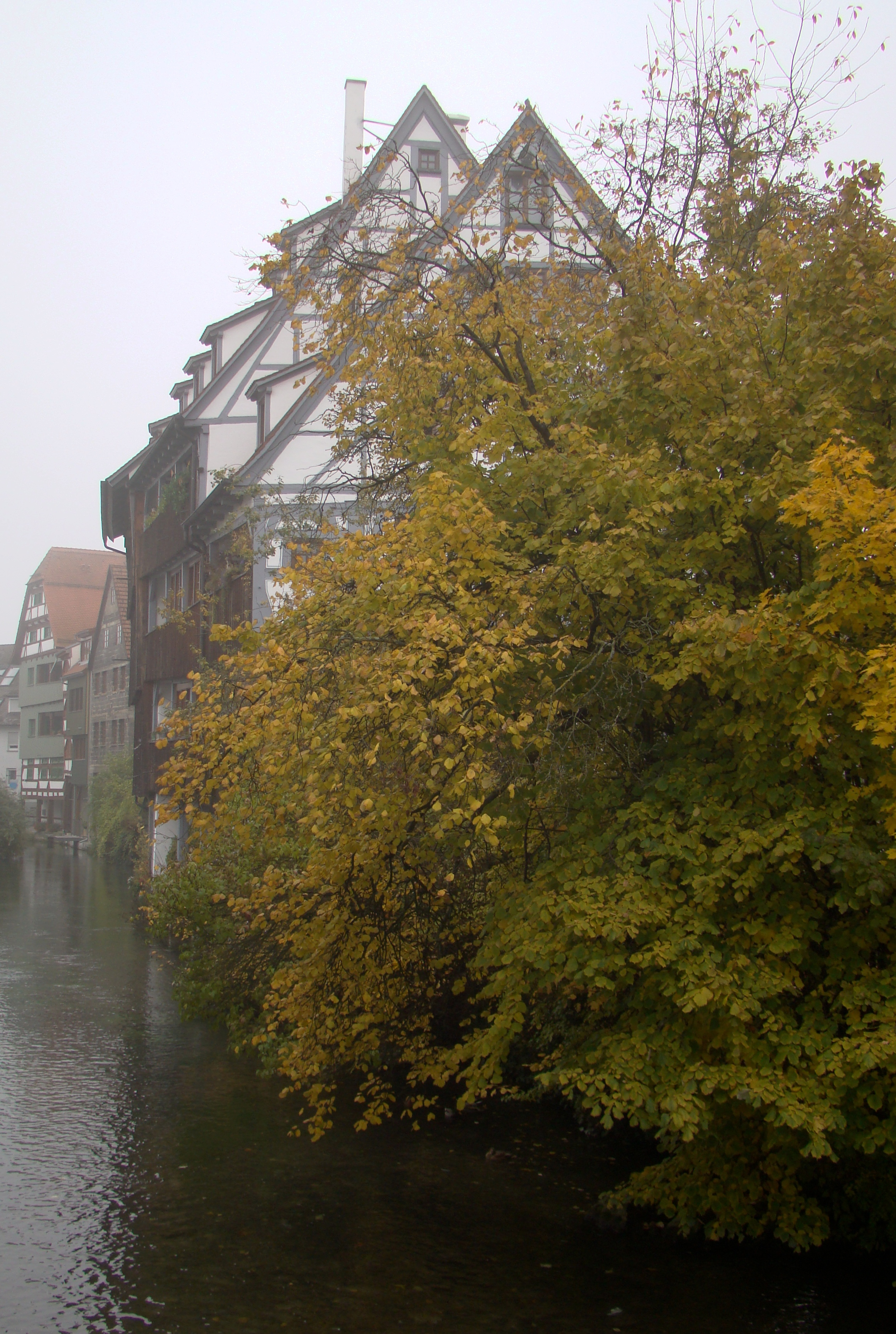
Die Blau in Ulm

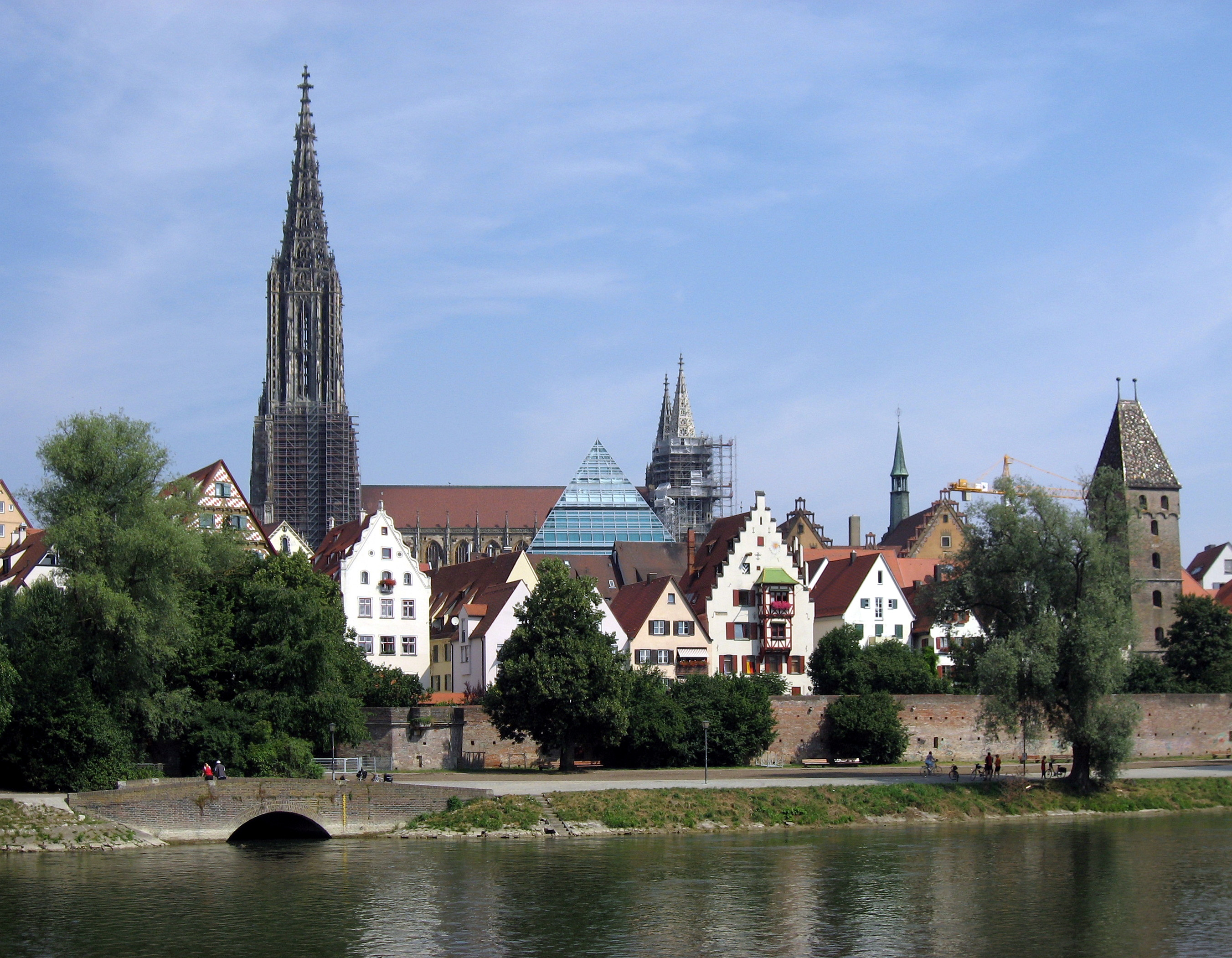
Donauschwabenufer in Ulm, links die (untere) Mündung der Blau

### Verzweigung und Mündung
In Ulm fließt die Blau an den ehemaligen Werksgeländen der Nutzfahrzeughersteller Magirus-Deutz und Kässbohrer vorbei und in diesem Industriegebiet läuft auch der Blaukanal wieder ein. Im Blaupark teilt sie sich dann wieder in zwei Arme: Kleine Blau und Große Blau, die beide die B 10 unterqueren. Da das Mittelstück der Kleinen Blau im Bereich des Hauptbahnhofs dem Projekt Citybahnhof weichen musste, wurde sie durch einen Kanal in die Große Blau eingeleitet, die danach verdolt unter dem Ulmer Hauptbahnhof durchführt. Nach dem Hauptbahnhof geht von der Großen Blau verdolt nach rechts der Kobelgraben ab, der neben der Eisenbahnbrücke in offenem Lauf in die Donau mündet. Danach verzweigen sich Kleine Blau und Große Blau wieder und durchfließen im Abstand von wenigen Metern das Ulmer Fischerviertel. Die Kleine Blau wird schließlich erneut verdolt und in die Große Blau eingeleitet, die nur einen Steinwurf weiter von Nordwesten links in die Donau mündet.

### Einzugsgebiet
Das Einzugsgebiet der Blau umfasst 488 km², wovon die Einzugsgebiete ihrer beiden großen Zuflüsse Ach und Kleine Lauter jeweils über ein Drittel beitragen. Es erstreckt sich linksseits in nordwestlicher Richtung von der Gewässerachse Ach–Blau etwa 20 Kilometer weit bis zum Römerstein bei Donnstetten. Die von dieser Seite von der Albhochfläche zulaufenden Täler haben, gemessen daran, recht kurze Gewässer, sie beginnen als Trockentäler, wenn sie nicht sogar bis zur Ach-Blau-Talachse völlig gewässerlos bleiben. Die rechte Wasserscheide ist dagegen nirgends auch nur fünf Kilometer entfernt.
Konkurrenten jenseits der Grenzen des Einzugsgebietes sind im Norden der Neckar-Zufluss Fils, hier ist deshalb die Wasserscheide zugleich Teil der Europäischen Hauptwasserscheide; im Nordosten die zur abwärtigen Donau laufende Brenz; im Osten und Süden die Donau selbst: im Südwesten die zur aufwärtigen Donau ziehende Schmiech; im Nordwesten die hinter der Hauptwasserscheide wieder zum Neckar laufenden Erms und (Lenninger) Lauter.

### Zuflüsse
Die Liste ist von der Quelle zur Mündung aufgenommen. Soweit sie verfügbar sind, wurden Längen und Einzugsgebiete angegeben. Auswahl.
- Ach, von rechts in Blaubeuren, 10,2 km und 168,3 km². Das oberirdische Einzugsgebiet der Blau selbst hat bis hierher nur 0,2 km².
- Schneckenbächle, von links am Ostrand von Blaubeuren, 0,1 km.
- Schützenbach, von rechts am Ostrand von Blaubeuren, 0,9 km. Ist rechter Abzweig der Ach in Blaubeuren.
- (Hochwasserentlastungskanal), von rechts zwischen Blaubeuren und Gerhausen, 0,6 km. Ist rechter Abzweig der Ach in Blaubeuren.
- Arnegger Talgraben, von rechts bei Blaustein-Arnegg, 4,9 km und 11,8 km².
- Kleine Lauter, von links durch Blaustein-Herrlingen gegenüber Blaustein-Klingenstein, 5,9 km und 184,8 km².
- Bläle, von rechts in Blaustein-Klingenstein, 0,9 km. Ist rechter Abzweig der Blau.
- Weiherbach, von links wie der vorige, 0,9 km und 36,1 km².
- Lixgraben, von rechts aus Klingenstein, 0,8 km.
- → (Abgang des Blaukanals), nach rechts unterhalb von Klingenstein
- Roter Bach, am Oberlauf Wiesentalgraben, von rechts in Ulm-Söflingen in den rechten Blaukanal, 4,1 km.
- Krautgartenbläule, von rechts vom Blaukanal her in die Blau gegenüber von Ulm-Eselsberg, 0,7 km.
- Geiselstetter Bach, von rechts in Söflingen in den Blaukanal, 2,3 km.
- ← (Rücklauf des Blaukanals), von rechts, 4,3 km.
- → (Abgang der Kleinen Blau), nach links. Die Blau selbst heißt ab dort Große Blau.
- ← (Rücklauf der Kleinen Blau), von links an den Bahngleisen, 1,2 km. Die Große Blau ist hier kaum länger.
- → (Abgang des Kobelgrabens), nach rechts. Mündet nach 0,6 km am Südwestrand der Ulmer Altstadt vor der Blau in die Donau.

## Flussgeschichte
Das Tal der Blau wurde von der Urdonau geformt. Als sich die Schwäbische Alb im Zuge der Auffaltung der Alpen hob, grub sich die Urdonau zunächst immer tiefer ins Gestein, bis sie sich schließlich ein Bett weiter südlich suchte. Dabei wurde das Hochsträß von der restlichen Alb getrennt. Im aufwärtigen südlichen Abschnitt des Tals fließt die Schmiech in Gegenrichtung zur Urdonau nach Ehingen zur Donau.

## Touristik

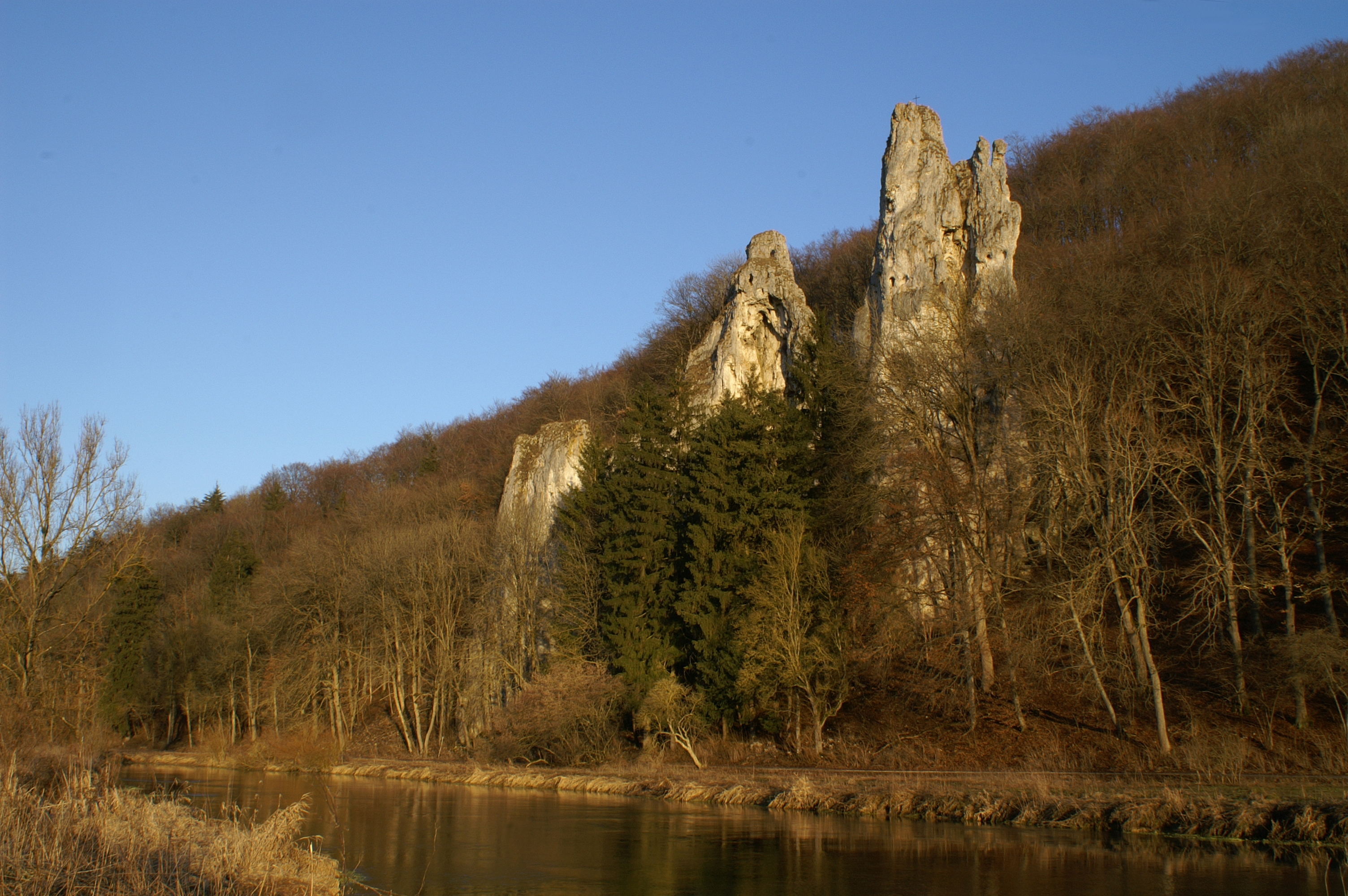
Die Blau bei Altental. Im Vordergrund der Flusslauf mit Radweg (Nebenstrecke des Donauradweges), dahinter der Altentaler Kogel

### Sportklettergebiet
Das Blautal bietet gute Sportklettermöglichkeiten und gehört zu den interessanten Klettergebieten der Schwäbischen Alb. Routen sind in fast allen Schwierigkeitsgraden eingerichtet. In zahlreichen Veröffentlichungen sind diese Routen und die dazu freigegebenen Felsen beschrieben. Naturschutzbestimmungen beschränken den Kletterbetrieb auf bestimmte Monate im Jahr.

### Wassersport
Die Blau ist ein reizvolles Kanu- und Paddelbootgewässer. Sie ist ab deren Einmündung eine Fortsetzung der Ach. Von Blaubeuren bis Klingenstein besteht zum Schutz der Wasservögel zwischen dem 1. März und 30. Juni jeden Jahres eine Befahrungsbeschränkung für Einzelfahrer, wozu auch das Stand Up Paddling (SUP) gehört. Diese können sich Ausnahmegenehmigungen von der Naturschutzbehörde des Landratsamts Alb-Donau-Kreis in Ulm geben lassen. Für organisierte Fahrten, den gewerblichen Verleih und sämtliche Veranstaltungen ist ganzjährig eine behördliche Erlaubnis einzuholen.

### Wander- und Radwege
Das Blautal wird vom Schwäbische-Alb-Südrand-Weg erreicht, dem Hauptwanderweg 2 des Schwäbischen Albvereins.
Der Alb-Neckar-Radweg und ein Nebenzweig des Donauradweges führen ebenfalls ein Stück zwischen Ulm und Blaubeuren durch das Blautal.

### Landesanstalt für Umwelt Baden-Württemberg (LUBW)
Amtliche Online-Gewässerkarte mit passendem Ausschnitt und den hier benutzten Layern: Lauf und Einzugsgebiet der Blau

Allgemeiner Einstieg ohne Voreinstellungen und Layer: Daten- und Kartendienst der Landesanstalt für Umwelt Baden-Württemberg (LUBW) (Hinweise)
1. ↑  Höhe nach blauer Beschriftung auf dem Hintergrundlayer Topographische Karte.
2. 1 2  Länge nach dem Layer Gewässernetz (AWGN).
3. ↑  Einzugsgebiet nach dem Layer Aggregierte Gebiete 04.
4. ↑  Einzugsgebiet nach dem Layer Basiseinzugsgebiet (AWGN).

### Andere Belege
1. ↑  Hans Graul: Geographische Landesaufnahme: Die naturräumlichen Einheiten auf Blatt 179 Ulm. Bundesanstalt für Landeskunde, Bad Godesberg 1952. → Online-Karte (PDF; 4,8 MB)
2. ↑  Deutsches Gewässerkundliches Jahrbuch Donaugebiet 2006 Bayerisches Landesamt für Umwelt, S. 108, abgerufen am 4. Oktober 2017, Auf: bestellen.bayern.de (PDF, deutsch, 24,2 MB).
3. ↑  Hans Bahlow: Deutschlands geographische Namenwelt. Etymologisches Lexikon der Fluss- und Ortsnamen alteuropäischer Herkunft. Klostermann, Frankfurt am Main 1965.
4. ↑  Verlegung der kleinen Blau abgeschlossen (Seite nicht mehr abrufbar, festgestellt im Juni 2023. Suche in Webarchiven)  Info: Der Link wurde automatisch als defekt markiert. Bitte prüfe den Link gemäß Anleitung und entferne dann diesen Hinweis., in Südwest Presse, 2013.
5. ↑  Ulmer Paddler – Blau
6. ↑  Paddeln (Memento vom 24. Dezember 2013 im Internet Archive) bei Naturschutz A–Z, Alb-Donau-Kreis